# Consolidated PB4Y-2 Privateer
El Consolidated PB4Y-2 Privateer (‘corsario’ en inglés, y también PB por Patrol Bomber, 4 para designarlo como el cuarto aparato de la firma, Y por la designación del constructor Consolidated) fue un bombardero de la Armada de los Estados Unidos desarrollado a partir del B-24 Liberator. La Armada había estado usando B-24 no modificados como PB4Y-1 Liberator, y fue considerado muy acertado. Sin embargo, se deseaba un diseño totalmente navalizado y Consolidated desarrolló un bombardero dedicado a patrulla de largo alcance en 1943, al que designó PB4Y-2 Privateer. En 1951, la familia fue designada P4Y-2 Privateer.

## Diseño y desarrollo

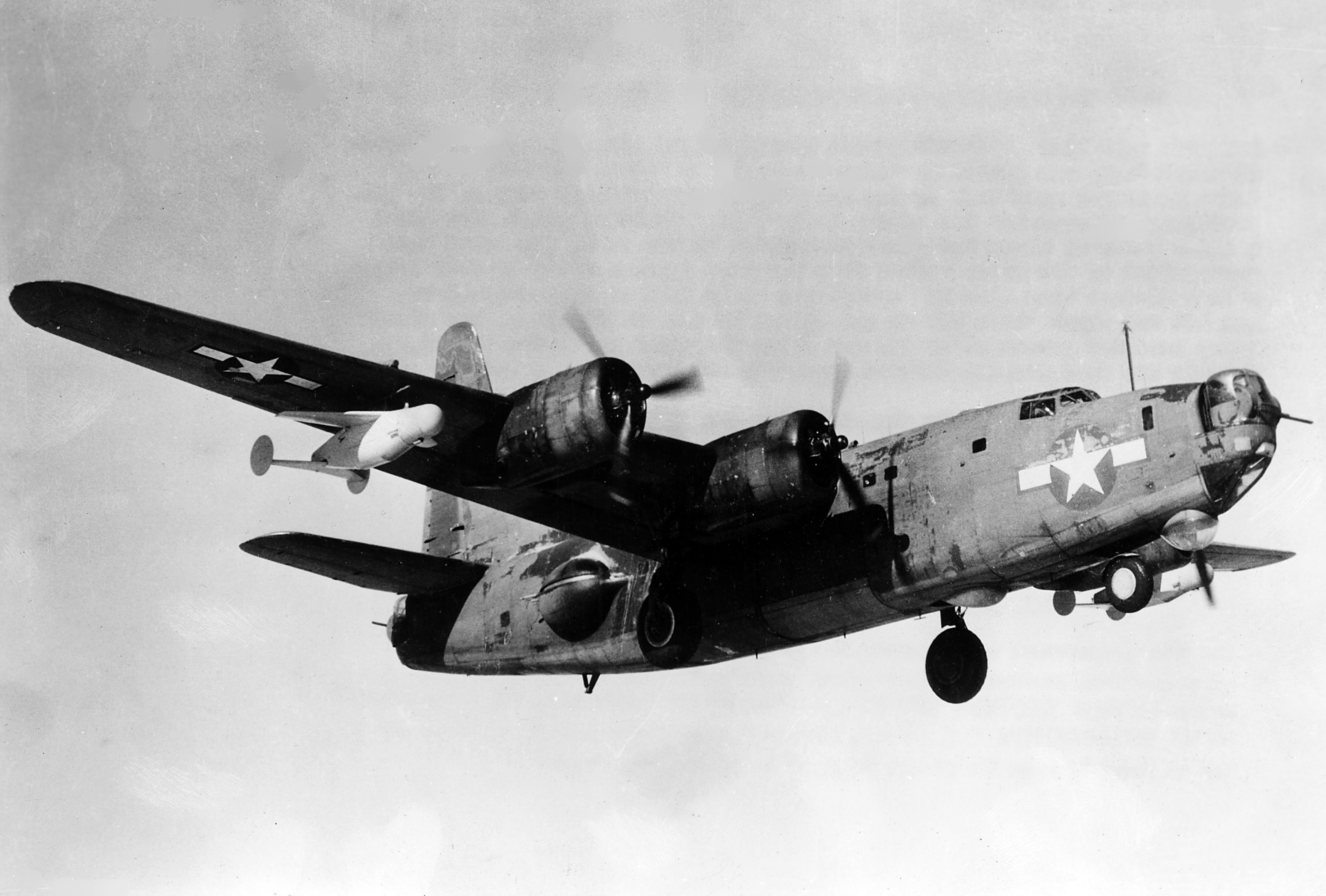
Un Consolidated PB4Y-2 Privateer de la Armada estadounidense despegando con dos bombas planeadoras ASM-N-2 Bat.

El Privateer era externamente similar al Liberator; sin embargo, la sección anterior del fuselaje era más larga para acomodar el puesto de un mecánico de vuelo, y disponí de una nueva cola alta con un solo empenaje, en vez de la configuración de doble deriva del B-24. El armamento defensivo también fue aumentado a doce ametralladoras Browning M2 de 12,7 mm en seis torretas eléctricas (dos dorsales, dos de cintura, morro y cola). La retráctil torreta de bola ventral Sperry del B-24 fue omitida. No se instalaron los turbosobrealimentadores a los motores, ya que las misiones de patrulla marítima por lo general no eran realizadas a gran altitud.
La Ford Motor Company (que producía el B-24 para el Cuerpo Aéreo del Ejército estadounidense) anteriormente había construido una variante experimental (la B-24K) que usaba una cola simple. El manejo del avión fue mejorado, y el modelo B-24N propuesto del Cuerpo Aéreo debía ser construido por Ford; sin embargo, la orden fue cancelada el 31 de mayo de 1945 y la producción del B-24N  nunca se materializó. El deseo de la Armada de un diseño sustancialmente nuevo, sin embargo, había sostenido el interés a la nueva conformación de cola.
La Armada solicitó la entrega de 739 Privateer, la mayoría después del final de la guerra, aunque varias escuadrillas prestarían servicio en el teatro del Pacífico en tareas de reconocimiento, búsqueda y rescate, contramedidas electrónicas, relé de comunicaciones y antibuque (esta última con las bombas guiadas por radar Bat).
Los Privateer también se usaron durante la Guerra de Corea para realizar misiones nocturnas de iluminación denominadas "Firefly" (Luciérnaga), en las cuales se dejaban caer luces de bengala en paracaídas para descubrir infiltrados marítimos norcoreanos y chinos.
Todos los PB4Y-2 de la Armada estadounidense fueron retirados hacia 1954, aunque PB4Y-2G Privateer desarmados sirvieron hasta 1958 con la Guardia Costera de Estados Unidos, en tareas de salvamento, antes ser subastados.
Aunque la familia fuera designada de nuevo P4Y-2 Privateer en 1951, el XP4Y Corregidor anterior era un diseño completamente diferente, basado en el hidroavión de motores gemelos Consolidated Model 31.
Algunos PB4Y-2 todavía se usaban en los años 50 y primeros de los 60; fueron designados PB4Y-2K al principio y luego P4Y-2, nombres usados después de 1951. Entonces fueron designados de nuevo QP-4B bajo el Sistema Conjunto de Designación de Aeronaves de 1962 de los Estados Unidos, parte de la nueva serie de patrulla, entre el Lockheed P-2 Neptune y el P-3 Orion .

## Variantes
YPB4Y-2
Prototipos, tres construidos.
PB4Y-2
Versión principal de producción, 736 construidos.
PB4Y-2B
PB4Y-2 equipados para lanzar misiles aire-superficie ASM-N-2 "Bat". Redesignados P4Y-2B en 1951.
PB4Y-2M
PB4Y-2 convertidos para el reconocimiento meteorológico. Redesignados P4Y-2M en 1951.
PB4Y-2S
PB4Y-2 equipados con radar antisubmarino. Redesignados P4Y-2S en 1951.
PB4Y-2G
PB4Y-2 convertidos para realizar tareas de rescate aéreo-marítimo y de reconocimiento meteorológico con la Guardia Costera de los Estados Unidos. Redesignados P4Y-2G en 1951.
PB4Y-2K
PB4Y-2 convertidos en blancos aéreos no tripulados. Redesignados P4Y-2K en 1951 y QP-4B en 1962.

## Operadores
Canadá
- Real Fuerza Aérea Canadiense

 República de China

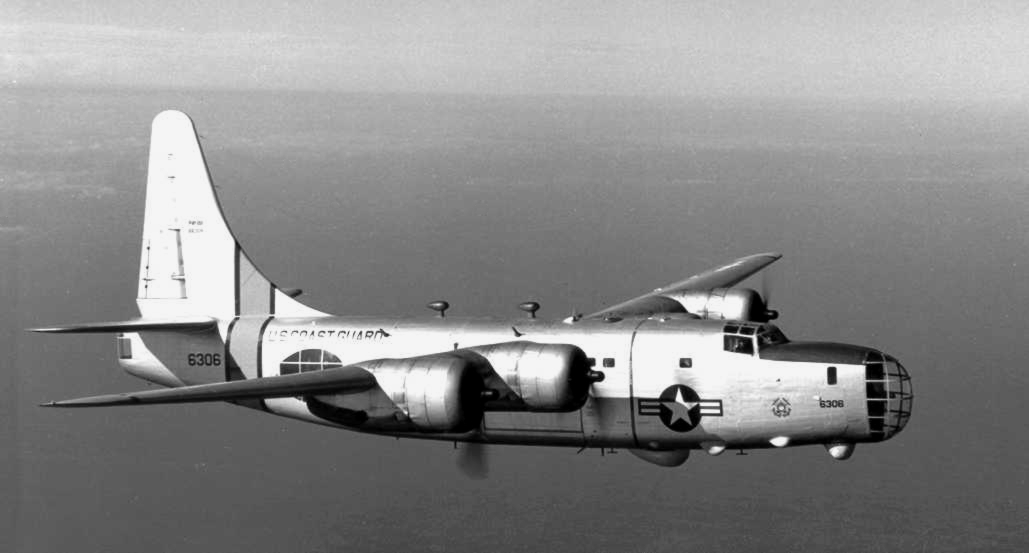
PB4Y-2G de la Guardia Costera de Estados Unidos.

- Fuerza Aérea de la República de China

 Estados Unidos
- Armada de los Estados Unidos
- Guardacostas de los Estados Unidos

 Francia
- Aviation navale

 Honduras
- Fuerza Aérea Hondureña

## Especificaciones (PB4Y-2)
Referencia datos: Jane's Fighting Aircraft of World War II

### Características generales
- Tripulación: Once (dos pilotos, navegante, bombardero, cinco artilleros, dos operadores de radio)
- Longitud: 22,7 m (74,6 ft)
- Envergadura: 33,5 m (110 ft)
- Altura: 9,2 m (30,1 ft)
- Superficie alar: 97,4 m² (1048,4 ft²)
- Peso vacío: 12 467 kg (27 477,3 lb)
- Peso máximo al despegue: 29 500 kg (65 018 lb)
- Planta motriz: 4× motor radial Pratt & Whitney R-1830-94.
  - Potencia: 1007 kW (1388 HP; 1369 CV) cada uno.
- Hélices: Tripala

### Rendimiento
- Velocidad máxima operativa (Vno): 482 km/h (300 MPH; 260 kt)
- Velocidad crucero (Vc): 224 km/h (139 MPH; 121 kt)
- Alcance: 4537 km (2450 nmi; 2818 mi)
- Alcance en combate: km
- Techo de vuelo: 6401 m (21 000 ft)
- Carga alar: 300 kg/m² (61,4 lb/ft²)

### Armamento
- Ametralladoras: 12× Browning M2 de 12,7 mm en 6 torretas
- Puntos de anclaje: Varios y bodega interna con una capacidad de 5800 kg, para cargar una combinación de:  
  - Bombas: de varios tipos
en bodega interna
  - Otros: minas y torpedos 
en bodega interna (minas) y puntos de anclaje (torpedos)

## Aeronaves relacionadas

### Desarrollos relacionados
- Consolidated B-24 Liberator
- Consolidated C-87 Liberator Express
- Consolidated R2Y
- Consolidated B-32 Dominator

### Aeronaves similares
- Focke-Wulf Fw 200
- Nakajima G8N
- Vickers Warwick
- Avro Shackleton

### Secuencias de designación
- Secuencia Numérica (interna de Consolidated): ← 36 - 37 - 39 - 40
- Secuencia PB_Y (Bombarderos de Patrulla de la Armada estadounidense, 1935-1962 (Consolidated, 1926-1954)): ← PB2Y - PB3Y - PB4Y-1 - PB4Y-2
- Secuencia P_Y (Aviones de Patrulla de la Armada estadounidense, 1922-1962 (Consolidated, 1926-1954)): ← P2Y - P3Y - P4Y-1 - P4Y-2 - P5Y - P6Y
- Secuencia P-_ (Aviones de Patrulla estadounidenses, 1962-presente): P-2 - P-3 - P-4 - P-5 - P-7 - P-8 →